# Lixophaga fallax
Lixophaga fallax är en tvåvingeart som beskrevs av Louis-Paul Mesnil 1963. Lixophaga fallax ingår i släktet Lixophaga och familjen parasitflugor. Inga underarter finns listade i Catalogue of Life.